# عباد
قبيلة بني عباد هي قبيلة أردنية، وتعدّ ثاني أكبر القبائل الأردنية عددا حيث يبلغ تعداد أفرادها أكثر من 200.000 نسمة.

## نسب قبيلة عباد
اختلف في نسب قبيلة عباد على عدة أقوال منها:
1. القول بأنهم تحالف سمي باسم العباد.[2][3] حيث قال البكري: «ونزلت تنوخ بالبحرين سنتين ثم أقبل غراب في رجليه حلقتا ذهب. فسقط على نخلة وهم في مجلسهم، فنغق نغقات ثم طار، فذكروا قول الزرقاء فارتحلوا حتى نزلوا الحيرة، فأول من اختطها هم، ورئيسهم يومئذ مالك بن زهير، واجتمع إليهم لما اتخذوا بها المنازل، ناس كثير من سواقط القرى، فأقاموا بها زمانا، ثم أغار عليهم سابور الأكبر [ ذو الأكتاف ]، فقاتلوه، وكان شعارهم يومئذ: «يا لعباد الله» فسمّوا العباد، وهزمهم سابور، فسار معظمهم ومن فيه نهوض، إلى الحضر من الجزيرة، يقودهم الضيزن بن معاوية التنوخى، فمضى حتي نزلوا الحضر، وهو بناء بناه الساطرون الجرمقانى، فأقاموا به مع الزباء، فكانوا رجالها وولاة أمرها، فلما قتلها عمرو بن عدى استولوا على الملك، حتى غلبتهم غسان. وأغارت حمير على بقية قضاعة، فخيروهم بين أن يقيموا على خراج يدفعونه إليهم، أو يخرجوا عنهم، فخرجوا، وهم كلب وجرم والعلاف، وهم بنو ربان بن حلوان، وهم أول من عمل الرحال العلافية، وعلاف: لقب ربان، فلحقوا بالشام، فأغارت عليهم بنو كنانة بن خزيمة بعد ذلك بدهر، فقتلوا منهم مقتلة عظيمة، فانهزموا ولحقوا بالسماوة، فهى منازلهم إلى اليوم».
2. القول بأنهم من بني طريف بن ثعلبة من قبيلة جذام اليمانية، ولا يوجد مصدر يذكره هذا القول سوى أن نخوة القبيلة هي «الطرايفة».
3. القول بأنهم بنو عِباد من بني عضل من قبيلة كنانة المضرية العدنانية.[4] حيث قال د. كمال الحوت الحسيني: «من عشائر البدو المنتشرة في البلقاء وهم من عِباد بطن بن عضل من كنانة».

## عشائر عباد اليوم
تتألف قبيلة عباد اليوم من عدة عشائر يكاد يكون أغلبها لا يجتمع في جد واحد وهي: ، 

### شمل الجبورية
ومنهم عشائر:
- البقور
- الطويقات
- الفقهاء
- الجبرة
- الرحامنة
- الصلاحين
- الزيادات
- الزيود

وبلادهم ما بين سيل وادي شعيب إلى وادي الشتاء مرج الحمام والبحاث وبيادر وادي السير ووادي السير والبصة وعراق الأمير ووادي الشتاء وأبو السوس وبدر الجديدة وماحص وبلال وأم الأسود ودابوق والرباحية وأجزاء من خلدا.

### شمل الجرومية
ومنهم عشائر:
- الأسالمة ويذكرون أن نسبهم الحقيقي من قبيلة كنانة.
- الغنانيم
- الختالين ويذكرون أن نسبهم الحقيقي من قبيلة شمر.
- الحجاحجه
- الحوارات
- المعادات
- المناصير
- النعيمات ويذكرون أن نسبهم الحقيقي من قبيلة النعيم.
- الرماضنة وينقسمون إلى (المصالحة، الحبيس، أبو يامين، الظواهرة، الدواهيك، العطيش)
- الصنابرة ويذكرون أن نسبهم الحقيقي من قبيلة طيء.
- اليازجيين ويذكرون أن نسبهم الحقيقي من قبيلة قريش.

وبلادهم ما بين نهر الزرقاء السيل إلى سيل وادي شعيب وهي منطقه العارضة (عارضة عباد) وعيرا والبيرة ويرقا ووادي شعيب وجلعد والرميمين وأجزاء من الأغوار مثل معدي ومثلث العارضة وظهرة الرمل وغور الأردن وغور داميا والملاحة وجزء من منطقة دير علا.

## قيل عن عباد
- مدحهم أحد الشعراء بالقول: عباد يا عرض البلاد وطولهابلاد بلا عباد ضاعت حقوقها
- «عباد من السيل للسيل» في إشارة أن امتدادهم من سيل الزرقاء إلى سيل العدسية.
- «عباد ثلثين البلاد» في إشارة لتعدادها الكبير.
- «عباد ملح البلاد»
- «عباد نزالين الوعر ذباحين الجعر» وهنا وصف لكرمهم ووعورة أراضيهم.